# 亚原子世界探秘
《亚原子世界探秘——物质微观结构巡礼》（英語：Atom: Journey Across the Subatomic Cosmos）是一本由美国作家艾萨克·阿西莫夫创作的科普图书，介绍了从德谟克利特原子論开始的基本粒子研究史。